# Битка при Кутловица (1688)
Битката при Кутловица е първото сражение между чипровските чети и османския гарнизон от Кутловица (днес Монтана) след началото на чипровското въстание.

## Моравският рейд
След превземането на Белград от Хабсбургската армия, Георги Пеячевич се среща с Максимилиан Емануел, електора на Бавария. Разговорът вероятно е бил за съгласуване на въстанически действия с фронтовите планове за настъпление в българските земи. Последвалите събития показват че кординацията е била договорена.
По разпореждане от императора на Австрийската империя, фелдмаршал Капрара отделя шест полка под командването на генерал Хайслер с цел настъпление между Стара планина и река Дунав за да окажат помощ на българските въстаници.
Четите на Георги Пеячевич и Богдан Маринов, подсилени със сръбски доброволци и унгарски кавалеристи под командването на Владислав Чаки, достигнали до Чипровци като преден отряд на армията.
Точният боен път не е известен, но се знае че с бой отрядът си е пробивал път през отстъпилите при Белград турски части, превземайки няколко крепости включително и Браничево.
Унгарският съюзник на османците, Имре Тьокьоли, разполагал с хиляда кавалеристи и се опитвал да спре настъплението на съюзническия отряд, но претърпявал поражение във всяка една от схватките.

## Сражението
Скоро четата на Георги Пеячевич се насочила към близката Кутловица (днес Монтана). Щурмът бил кратък, яростен и безпощаден. Всичките унижения, мъки и обиди, които натрупали въстаниците от робията, излели в първата си битка.  В релация от 22 октомври до Конгрегацията за разпространение на вярата, писана дни след разгрома, архиепископ Стефан Кнежевич свидетел на събитията, написал следното:
| „ | ...При превземането на голямото предимно турско село Кутловица, турците там са били изтребени. | “ |